# Vierge à l'Enfant de Trémel
La Vierge à l'Enfant de l'église Notre-Dame de la Merci à Trémel, une commune du département des Côtes-d'Armor dans la région Bretagne en France, est une sculpture créée au XVIIe siècle. La Vierge à l'Enfant en bois polychrome est classée monument historique au titre d'objet le 1er juin 1972. 
L'œuvre est disparue à la suite de l'incendie de l'église le 21 juin 2016. 